# 92 резолюции
Девяносто две резолюции — законодательный проект, который подготовили Луи-Жозеф Папино и другие члены Партии патриотов Нижней Канады в 1834 г. Резолюции представляли собой обширный список политических реформ на территории британской колонии Нижняя Канада.

## История
Папино был избран спикером Законодательной ассамблеи Нижней Канады в 1815 г. Его партия постоянно противостояла неизбираемому колониальному правительству. В 1828 г. он участвовал в разработке раннего проекта резолюций, состоявшего в основном из списка жалоб на колониальную администрацию. Для доведения требований до сведения британской Палаты общин Партия патриотов направила в Лондон собственную делегацию, чтобы передать петицию, подписанную 87000 гражданами.
28 февраля 1834 г. Папино представил 92 резолюции на рассмотрение Законодательной Ассамблеи. Они были одобрены и отправлены в Лондон. Текст резолюции содержал, в частности, требование того, чтобы Законодательный совет стал избираемым, а Исполнительный совет (правительство) стало подотчётным Палате представителей. В рамках действовавшего тогда Конституционного акта верхняя палата, Законодательный совет, назначалась губернатором колонии.
Хотя в резолюциях депутаты выразили верность британской короне, они выразили неудовольствие тем, что лондонское правительство не желало исправлять несправедливость, причинённую прежними правительствами колонии.
Политический проект Папино игнорировался в течение 3 лет; между тем Законодательная ассамблея предприняла все усилия, чтобы противодействовать неизбираемым верхним палатам, избегая в то же время прямого восстания. В конце концов Государственный секретарь колоний Британской империи лорд Джон Рассел в ответ на этот проект выпустил собственные 10 резолюций, известные как резолюции Рассела, в которых все требования Законодательной ассамблеи были отвергнуты.
Десять резолюций Рассела были опубликованы в Канаде в 1837 г. и стали катализатором Восстания патриотов.